# Nong Tum
Parinya Charoenphol (en tailandés: ปริญญา เจริญผล, rtgs: Parinya Charoenphon; Chiang Mai, 9 de junio de 1981), apodada Toom, también conocida por el nombre artístico Parinya Kiatbusaba y el nombre coloquial Nong Toom, es una boxeadora tailandesa, excampeona de Muay Thai (boxeo tailandés), modelo y actriz. Ella es una kathoey, un tercer género tailandés.

## Primeros años
Desde muy temprana edad, ya era consciente de su identidad de género femenina. Después de un corto período como monje budista, comenzó a entrenar como boxeadora, y finalmente se unió a un campamento de Muay Thai en Chonburi. Su objetivo era ganar suficiente dinero para mantener a sus padres pobres y pagar la cirugía de reasignación de sexo.

## Vida pública y éxito
Su vida pública comenzó en febrero de 1998, con una victoria en el Lumpini Boxing Stadium de Bangkok, el centro del mundo de Muay Thai. Los medios tailandeses estaban comprensiblemente intrigados por la novedad y la incongruencia de aparecer maquillada en el ring de boxeo, definiéndose como una kathoey o “lady boy” a la edad de 16 años y, porque derrotaba y luego besaba a un oponente más grande y musculoso. Posteriormente, declaró que el beso después de derrotar a sus oponentes era una disculpa por haber sido muy ruda con ellos.
Aunque el gobierno tailandés había impedido previamente a las atletas kathoey participar en el equipo nacional de voleibol por temor a una reacción negativa del resto del mundo, el establecimiento Muay Thai acogió a Nong Toom, y los funcionarios de turismo la promocionaron como «indicativo de las maravillas que se encuentran». En Tailandia, el Muay Thai había estado en una depresión de varios años en el momento, y Nong Toom había revitalizado en gran medida los medios y el interés público en el deporte, como lo demuestran las mayores ventas de entradas y los ingresos del estadio a partir de su llegada.
Ella fue perfilada en varias revistas, y apareció en muchos videos musicales tailandeses. Posteriormente, su perfil público comenzó a desvanecerse, pero sus peleas con oponentes extranjeros, así como su viaje a Japón para luchar contra un rival japonés, la mantuvieron en las noticias. Para el otoño de 1998 había poca cobertura de Nong Toom en los medios principales o de boxeo.
En 1999, Nong Toom causó considerable publicidad al anunciar su retiro del kick boxing, su intención de convertirse en cantante y su plan de someterse a una cirugía de reasignación de sexo. Inicialmente fue rechazada por algunos de los cirujanos de Bangkok a los que acudió (dado que había hecho la transición de sexo automedicándose al tomar anticonceptivos orales), pero pudo someterse a la cirugía de cambio de sexo en 1999 en el Yanhee International Hospital, a la edad de 18 años.
El 26 de febrero de 2006 Nong Toom regresó como boxeadora. Ella luchó un partido de exhibición para el nuevo gimnasio de Fairtex Pattaya rama (re-bautizado como Nong Toom Fairtex gimnasio) luchando un concurso de 140 libras contra el japonés Kenshiro Lookchaomaekhemthong. Nong Toom ganó por decisión unánime después de la pelea a tres asaltos, dejando a su rival con un corte cerca de su ojo por un codo en la última ronda.
Nong Toom estaba planeando otra pelea de exhibición para el 2006 con la boxeadora Lucía Rijker, quien interpretó a la letal “Osa Azul” en la película Million Dollar Baby.
El 31 de mayo de 2008, Nong Toom tuvo una pelea contra Pernilla Johansson en Rumble of the Kings en Estocolmo, Suecia, y ganó por decisión.
En 2010, Nong Toom abrió un campamento de boxeo, Parinya Muay Thai, en Pranburi, Tailandia, que posee y dirige junto con el actor y escritor estadounidense Steven Khan. Actualmente enseña Muay Thai y aeróbicos a niños en la Escuela Baan Poo Yai.

## Películas y apariciones en otros medios
Su historia se relata en la película de 2003 Beautiful Boxer en la que fue retratada por el kickboxer masculino Asanee Suwan. La película ganó varios premios nacionales e internacionales, pero se abrió a un éxito limitado en Tailandia. Llegó a los cines de Estados Unidos en 2005. El director de la película, Ekachai Uekorngtham, también escribió la actuación en solitario Boxing Cabaret para Nong Toom, que actuó en el verano de 2005 en el Singapore Arts Festival y más tarde en Bangkok.
La vida de Nong Toom como kathoey también forma parte del libro Ladyboys: The Secret World of Thailand's Third Gender, de Maverick House Publishers.
Su historia también se incluyó en el documental National Geographic de Julina Khusaini Hidden Genders (2003).